# Haas György (terapeuta)
Haas György (Budapest, 1955. február 28. –) magyar könyvkiadó, terapeuta, coach, életviteli tanácsadó. A világban egyre inkább terjedő műfaj, az ún. sétáló coaching élenjárója és gyakorlója. Terapeutaként elsősorban a személyiség- és készségfejlesztő, problémamegoldó módszerekkel támogatja a lelki megújulást. Kiadóként számos, a témához kapcsolódó könyv és kiadvány létrejötte fűződik a nevéhez.

## Életpályája
Édesapja Haas László (1925–2014) műszerész, édesanyja Hegedűs Mária (1927–2008) szövőnő. Iskolai tanulmányait a Szent István téri Általános Iskolában kezdte, majd a budapesti Piarista Gimnáziumban folytatta. Az érettségi után számos területen kipróbálta magát, volt tűzoltókészülék-ellenőr, művelődési ház-igazgató, könyvtáros, segédmunkás, biztosítási üzletkötő, díjbeszedő, népművelési előadó, vállalt takarítást, telefonügyeletet, volt a Nemzeti Színház stúdiósa. Később autodidakta módon, majd Rákosné Ács Klárától és Biegelbauer Páltól tanulva, majd szervezett formában tanította a kézírás pszichológiáját.
1985-ben végezte el az Eötvös Loránd Tudományegyetem Bölcsészettudományi Karának magyar szakát (magyar nyelv és irodalom szakos bölcsész). Diplomamunkájában a nyelvészet és pszichológia határán álló pszicholingvisztika területére tartozó témát dolgozott fel.

Ezt követően a Róbert Károly krt-i (ma Nyírő Gyula) Kórház Alkohológiai Osztályán dolgozott foglalkoztató terapeutaként (1981–1984). Érdeklődése ekkor fordult először tartósabban a segítő szakmák felé. Az egyetem végzésével párhuzamosan – a Magyar Pszichológiai Társaság és a Magyar Pszichiátriai Társaság munkacsoportjainak szervezésében – sokféle pszichoterápiás módszerben szerzett jártasságot. Hamarosan saját műhelyt alapított, amely kihozta a klinikum falai közül a személyiség- és készségfejlesztő, problémamegoldó módszerek egy részét.

Kezdeményezőként vett részt a Pszichoteam Mentálhigiénés Módszertani Központ (1983–1989) mentálhigiénés modellkísérleteiben (Pszichológiai Kultúra Hete, Lelki Kalauz, Válási szeminárium stb.).
A nyolcvanas évek végén ismét váltott, érdeklődése a lap- és könyvkiadás, majd a hálózatos piacszervezés szociálpszichológiai hátterének tanulmányozása felé fordult. Nevéhez fűződik az Országgyűlési Tudósítások című kiadvány (Ruttner György, Hankiss Elemér és Manchin Róbert), de számos későbbi hírlevél is, többek között a Kódexpress kodifikációs értesítő, amelyet az Igazságügyi Minisztérium munkatársaival  hoztak létre (1992. május), és amely a minisztérium hivatalos kiadványává vált. 
Szerkesztői ismereteit a Magyar Könyvkiadók és Könyvterjesztők Egyesületének képzésén szerezte, a Tudósítások Kiadó és a Haas & Singer Könyvkiadó vezetőjeként könyvek és periodikák felelős kiadójaként tevékenykedett, a 90-es évek elején a Magyar Kiadói Kamara alapító elnöke volt.
1992-ben a ma is működő Alapítványi és Magániskolák Egyesületének (AME) alapítását szervező háromtagú előkészítő bizottság tagja volt.
Az ezredfordulót követően figyelme a szülés/születés biológián túli (egyéni, családi, szociálpszichológiai, kulturális, lélektani, mentálhigiénés, spirituális) dimenziói felé fordult. 2002–2003 között az Alternatal Alapítvány kuratóriumi elnöke volt.  Ezt követően elfogadta az Országos Bábaszövetség (OBSZ) elnökségének felkérését a szóvivői tisztség betöltésére (2003–2007), és a Közösség a Születés Méltóságáért által alapított Országos Bábaképző Intézet (OBI) kommunikációs igazgatója lett (2003–2007).
A Születés Hete védjegyjogosultja. Az országos tájékoztató, szakmai és kulturális rendezvénysorozatot munkatársaival 2003-ban indította útjára, majd részt vett a Magyarországi Dúlák Egyesületének (Module) újjászervezésében és társaival elindította a Születés Hete Portált (2004) és Békés Emőkével, a Module első elnökével kiképző trénerként vett részt a hazai dúlák képzésében (2003–2007). 
Különböző szakmai műhelyek összefogását segítendő 2007 októberében közreműködött a Perinatális Kerekasztal megvalósulásában, aminek első szervezete az Intézeten Kívüli Szülés Szabályozását Előkészítő Bizottság lett, és ennek szóvivőjeként segítette a párbeszédet az új jogszabályt előkészítő egészségügyi tárcával /35/2011. (III. 21.) Korm. rendelet Az intézeten kívüli szülés szakmai szabályairól, feltételeiről és kizáró okairól./ 
Évekig járt pszichoanalízisbe (Hidas György), tranzakcióanalízisbe (Oldal Krisztina), tanult autogén tréninget (Bagdy Emőke), szimbólumterápiát (Szőnyi Magda), Rorschach tesztet (Kapusi Gyula). A családállítást a Frankfurti Symbolon Terápiás Intézet és Hellinger Intézet képzésein tanulta, a metaverbális kommunikáció alkalmazását a gyógyításban pedig a Magyar Hipnózis Egyesület és a Semmelweis Egyetem Aneszteziológiai és Intenzív Terápiás Klinika közös szervezésében tartott képzésén sajátította el.

Jelenleg a mentálhigiéné és a coaching határán elhelyezkedő, a világban egyre inkább terjedő műfaj, az ún. sétáló coaching élenjárója és gyakorlója, de írói vénáját felfedezve egyre többen kérik fel könyveik megírására is, ezért kiadói körökben ghostwriterként tartják számon.

## Magánélet
Háromszor nősült, gyermekei: Laura (1976) és Olivér (1978) Adamecz Etelkával kötött házasságából születtek, (1951); Sára (1991) és Benjámin (1995) édesanyja pedig Singer Magdolna (1952).

## Kiadóként
- Bencsik Andrea: Nyertesek és vesztesek (Budapest, 1988)[2]
- Bóta Gábor, Kiss Csaba: Rendhagyó kézikönyv nyugat autók vásárlásához (Budapest, 1988)[3]
- Dr. Telkes József (szerk.) Lelki Kalauz (Pszichoteam, Budapest 1988)[4]
- Tóth Miklós, Stadinger Zsuzsa: Bevezetés a szexuálterápiába (Pszichoteam, Budapest 1988)[5]
- Viktor E. Frankl: ...mégis mondj igent az Életre! (Pszichoteam, Budapest 1988)[6]
- Balogh Sándor, Sziklai Andor: Jalta és Szuez között (Tudósítások, Budapest 1989)[7]
- Dr. Császár Gyula: Pszichoszomatika a gyakorlatban (Pszichoteam, Budapest 1989)[8]
- Gustav Wagner: Daniela és a gyémántok (Tudósítások, Budapest 1989)[9]
- Gazsó Ferenc – Zelei Miklós: Tűz is volt babám! (Tudósítások, Budapest 1989)[10]
- Korányi G. Tamás (szerk.) Tudósítások ‘56-ból (Tudósítások Kiadó, Budapest 1989)[11]
- Korányi G. Tamás (szerk.): Egy népfelkelés dokumentumai 1956 (Tudósítások, Budapest 1989)[12]
- Kiglics István: Japán – Múlt a holnapban (Pszichoteam, Budapest 1989)[13]
- Mérei Ferenc: A pszichológiai labirintus (Pszichoteam, Budapest 1989)[14]
- Manchin Róbert: 1956 sajtója (Tudósítások Kiadó,Budapest 1989)[15]
- Charlotte Vincent: Gyógyulásom hihetetlen története (Haas & Singer, Budapest 1990)[16]
- Szakonyi Péter (szerk.): Blokád /avagy kocsisor Kelettől Nyugatig/ (Haas & Singer Alapítvány, Budapest, 1990)[17]
- Dimitrij Lihanov, Vagyim Belih: Tovaris keresztapa (Haas & Singer, Budapest 1991)[18]
- Szigeti Sándor (szerk.) Privát Ki kicsoda 1992 (Haas & Singer, Budapest 1992)[19]
- Bognár Gábor, Telkes József: A válás lélektana (Haas & Singer, Budapest 1994)[20]
- Bercsi János – Telkes József Lel-Tár /Új társadalmi szervezetek katalógusa/(Pszichoteam, Budapest 1998)[21]
- P. Armstrong, S. Feldman: A születés művészete (Alternatal, Budapest 2002)[22]